# تی اس کیو ال
تی اس کیو ال به وسیله ماکروسافت و سای بیس برای توسعه دستورها ی کامپیوتر و اینترنت به منظور ارتباط با پایگاه داده رابطه‌ای استفاده شد.
تی اس کیو ال، اس کیو ال استاندارد را توسعه داد. از جمله این گسترش‌ها می‌توان به برنامه‌نویسی رویه‌ای، متغیرهای محلی، پشتیبانی از توابع برای پردازش رشته، پردازش داده، محاسبات، و … را نام برد؛ و همچنین عبارات حذف و آپدیت را نیز تغییر داد.
تی اس کیو ال به عنوان مرکز ماکروسافت اس کیو ال سرور استفاده می‌شود. همه برنامه‌هایی که با ماکروسافت اس کیو ال سرور ارتباط برقرار می‌کنند صرف نظر از نوع برنامه با دستورها تی اس کیو ال این ارتباط برقرار می‌شود.

## متغیرها
تی اس کیو ال، عبارت‌های declare و set برای تعریف متغیرهای محلی استفاده می‌کند.
```
DECLARE
 
@
var1
 
NVARCHAR
(
30
)

SET
 
@
var1
 
=
 
'Some Name'

SELECT
 
@
var1
 
=
 
Name

FROM
 
Sales
.
Store

WHERE
 
CustomerID
 
=
 
100

```

## TRY CATCH
با آغاز کار اس کیو ال سرور ۲۰۰۵ شرکت ماکروسافت دستور Try Catch را معرفی کرد. این دستور به برنامه نویسان اجازه می‌داد تا به سادگی بتوانند خطای موجود در کد را نادیده بگیرند و بعداً دستورها اس کیو ال را بررسی کنند. در زیر یک نمونه از کاربر این دستور ار می‌توانید مشاهده کنید.
```
BEGIN
 
TRY

  
-- execute each statement

  
INSERT
 
INTO
 
MYTABLE
(
NAME
)
 
VALUES
 
(
'ABC'
)

  
INSERT
 
INTO
 
MYTABLE
(
NAME
)
 
VALUES
 
(
'123'
)

  
-- commit the transaction

  
COMMIT
 
TRAN

END
 
TRY

BEGIN
 
CATCH

  
-- rollback the transaction because of error

  
ROLLBACK
 
TRAN

END
 
CATCH

```